# Modrovka
Modrovka (em húngaro: Kismodró) é um município da Eslováquia, situado no distrito de Nové Mesto nad Váhom, na região de Trenčín. Tem 3,16 km² de área e sua população em 2018 foi estimada em 196 habitantes.

## Demografia
| Ano:        | 1994 | 2004   | 2014   | 2024    |
| ----------- | ---- | ------ | ------ | ------- |
| Broj ljudi: | 238  | 224    | 203    | 228     |
| Razlika:    |      | -5,88% | -9,37% | +12,31% |

| Ano:               | 2023 | 2024   |
| ------------------ | ---- | ------ |
| Número de pessoas: | 224  | 228    |
| Diferença:         |      | +1,78% |